# Irudina

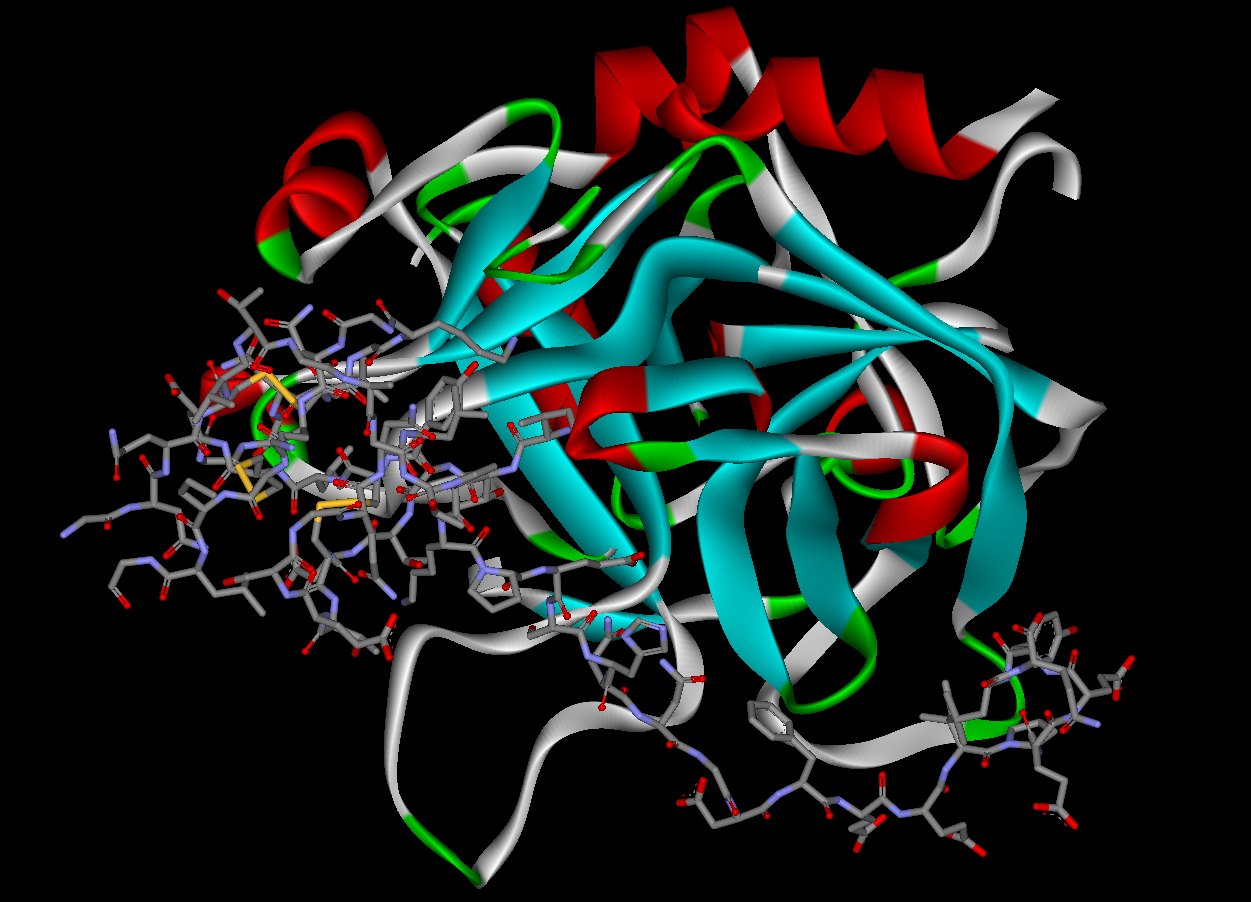
L'irudina si lega alla trombina formando un complesso inattivo che inibisce la coagulazione del sangue.

L'irudina (dal latino hirūdo = sanguisuga) è il principio attivo di farmaci cardiovascolari con azione anticoagulante di origine animale ottenuto dall'estratto secco e raffinato della testa di Hirudo medicinalis, una specie appartenente alla sottoclasse delle sanguisughe. È un polipeptide con peso molecolare di circa 20.000 Da, prodotto dall'animale in speciali ghiandole salivari contenute nella regione cervicale. L'irudina è un potente inibitrice delle serin proteasi quali la tripsina e la trombina, suo bersaglio in condizioni fisiologiche. L'inibizione dell'attività trombinica da parte dell'irudina è la causa del blocco del processo di coagulazione; in questo modo la sanguisuga fluidifica il sangue della preda e ne ritarda la coagulazione facilitandone così l'ingestione e l'assorbimento.

## Struttura proteica
L'irudina è formata da 65 residui aminoacidici e presenta tre ponti disolfuro nella porzione N-terminale. I residui 1 e 3 dell'irudina interagiscono coi residui 214 e 217 della trombina formando una struttura a β-foglietto parallelo, in questo modo il gruppo -NH3+ del residuo 1 dell'irudina crea un legame idrogeno con l'ossigeno della serina 195 della trombina, residuo presente nel sito catalitico, inibendo l'attività idrolitica della trombina. Inoltre, l'estremità C-terminale dell'irudina crea numerose interazioni elettrostatiche con specifici residui sulla trombina.

## Impiego farmacologico
Utilizzata come antiacoagulante in casi di trombosi venosa; analogamente all'eparina viene somministrata tramite endovena o con iniezione sottocutanea in prossimità del tessuto adiposo addominale. Non vengono in genere praticate iniezioni intramuscolari in quanto potrebbero provocare ematomi in corrispondenza di tessuti particolarmente vascolarizzati come appunto il tessuto muscolare. L'irudina è solubile nel sangue e non attraversa la barriera ematoencefalica.

## Tossicità
La possibile tossicità dell'irudina è essenzialmente legata al dosaggio in quanto una elevata quantità può provocare emorragie di intensità variabile (anche gravi). La coassunzione di altri farmaci fluidificanti il sangue può potenziare l'azione dell'irudina e quindi aumentare il rischio di emorragie (aspirina, estratti di ginko biloba, ecc.).